# Česká pravice
Česká pravice (zkratka ČP) byla česká pravicová politická strana. Strana se utvářela již od roku 1993, oficiálně zaregistrovaná byla v lednu 1994. V lednu 2022 vláda navrhla pozastavit činnost strany, protože neplnila zákonné povinnosti. K pozastavení došlo 16. března téhož roku. Nejvyšší správní soud stranu rozpustil v prosinci 2023.
Prvním předsedou strany byl Karel Fuchs, kterého později nahradil Michal Simkanič, známý z finančního skandálu Stanislava Grosse.

## Charakteristika
Mezi hlavní body programu patřilo přezkoumání smyslu existence České národní banky, zrušení majetkové daně, povinného nemocenského pojištění, důrazné zpřísnění systému sociálních dávek či požadavek dokončení zemědělských restitucí a privatizace.[zdroj?]
Strana se ideologicky hlásila k americkým republikánům a britským konzervativcům.[zdroj?] V zahraniční politice prosazovala přímou spolupráci s USA, s proamerickými postoji. Naopak kriticky se stavěla k českému členství v Evropské unii, i k samotnému charakteru EU.[zdroj?]
Na domácí politické scéně byla strana ideologicky nejbližší ODS.[zdroj?]

## Volební výsledky

### Parlamentní volby
| Volby | Počet hlasů | Hlasy v % | Počet mandátů |
| ----- | ----------- | --------- | ------------- |
| 1996  | 2 808       | 0,05 %    | 0             |
| 2002  | 2 041       | 0,04 %    | 0             |
| 2006* | 395         | 0,00      | 0             |

* ČP těsně před konáním parlamentních voleb stáhla svoji kandidaturu ve prospěch ODS, aby podle slov Michala Simkaniče „Zabránila rudorůžovému nebezpečí“.
Ve volbách do Senátu PČR v roce 2020 za ČP kandidoval Milan Volf, předseda Volby pro Kladno, ale skončil na třetím místě, a do druhého kola tak nepostoupil.